# Tour de France 2012/12. Etappe
Die 12. Etappe der Tour de France 2012 fand am 13. Juli 2012 statt und führte von Saint-Jean-de-Maurienne nach Annonay-Davézieux. Bei einer Streckenlänge von 226 Kilometern gab es zwei Bergwertungen der 1. Kategorie und eine der 3. Kategorie.

## Teilnehmende Teams
- BMC Racing Team (BMC)
- RadioShack-Nissan (RNT)
- Team Europcar (EUC)
- Euskaltel-Euskadi (EUS)
- Lampre-ISD (LAM)
- Liquigas-Cannondale (LIQ)
- Garmin-Sharp (GRS)
- AG2R La Mondiale (ALM)
- Cofidis, le Crédit en Ligne (COF)
- Saur-Sojasun (SAU)
- Sky ProCycling (SKY)
- Lotto Belisol Team (LTS)
- Vacansoleil-DCM (VCD)
- Katusha Team (KAT)
- FDJ-Big Mat (FDJ)
- Rabobank Cycling Team (TLJ)
- Movistar (MOV)
- Team Saxo Bank-Tinkoff Bank (STB)
- Astana Pro Team (AST)
- Omega Pharma-Quick Step (OPQ)
- Orica GreenEdge (OGE)
- Team Argos-Shimano (TGA)

## Strecke
Von Saint-Jean-de-Maurienne (500 m) führte die Strecke in überwiegend westlicher Richtung nach Annonay-Davézieux durch die Départements Savoie, Isère, Drôme und Ardèche. Nach 21,5 Kilometern begann in Saint-Pierre-de-Belleville (362 m) der erste Anstieg der 1. Kategorie zum Col du Grand Cucheron (1188 m). Nach 71 Kilometern begann in Chapareillan (289 m) der Aufstieg zum Col du Granier (1134 m). Danach ging es auf absteigendem Terrain in Richtung Annonay-Davézieux, wo auf dem Weg bei Kilometer 153 ein Zwischensprint in Marcilloles abgenommen wurde. Kurz vor dem Ziel erwartete die Fahrer bei Kilometer 207,5 ein Anstieg der 3. Kategorie.

## Rennverlauf
14 Kilometer nach dem Start bildete sich eine Ausreißergruppe mit 19 Fahrern, die im Tal der Arc einen Vorsprung von rund 1:30 Minuten herausfuhr. Zu dieser Gruppe gehörten unter anderem der Kroate Robert Kišerlovski, der Brite David Millar sowie die Franzosen Cyril Gautier und Jean-Christophe Péraud. Im Anstieg zum Col du Grand Cucheron fielen einzelne Fahrer aus der Spitzengruppe, während das Feld sich aufteilte. Den Bergpreis gewann Kišerlovski vor Péraud. David Moncoutié, der sich zwischen Spitze und Feld befunden hatte, stürzte in der Abfahrt schwer und musste nach ärztlicher Behandlung das Rennen aufgeben.
Zu Beginn der Steigung hinauf zum Col du Granier lagen noch elf Fahrer an der Spitze, rund 50 Sekunden vor Egoi Martínez, der aus einer Verfolgergruppe ausgerissen war. Wenige Kilometer später schloss Martínez zur Spitze auf. Auf der Passhöhe fuhren noch fünf Fahrer voraus: Neben Kišerlovski, der auch diese Bergwertung für sich entschied, waren dies Péraud, Martínez, Gautier und Millar. Die Gruppe um den Gesamtersten hatte rund eine Minute Rückstand. In der Abfahrt und in der anschließenden Ebene erhöhte sich der Vorsprung der Fünfergruppe laufend, da das Feld kaum Nachführarbeit leistete.
Millar war Erster des Zwischensprints; Bester des wieder geschlossen fahrenden Feldes war der Australier Matthew Goss mit einem Rückstand von rund elf Minuten. Rund 50 Kilometer vor dem Ziel betrug der maximale Vorsprung 13 Minuten, woraufhin er sich etwas verringerte. Kišerlovski gewann auch die dritte Bergwertung. Vier Kilometer vor dem Ziel startete Martínez als Erster eine Attacke, kam jedoch nicht entscheidend weg. Schließlich konnten sich Millar und Péraud zwei Kilometer vor dem Etappenende von den drei übrigen Fluchtgefährten absetzen; Etappensieger wurde Millar. Das Hauptfeld erreichte das Ziel mit knapp acht Minuten Rückstand.
Im Sprint um die weiteren Plätze setzte sich Goss durch, der aber Peter Sagan durch einen Schwenker den Weg versperrte. Die Jury setzte Goss daraufhin ans Ende der Gruppe.
Zusätzlich wurden Goss 30 Punkte in der Sprintwertung abgezogen. Durch diese Entscheidungen wächst der Vorsprung von Sagan von 22 auf 56 Punkte an.

## Bergwertungen
| Col du Grand Cucheron Kategorie 1 nach 34,0 km auf 1188 m 12,5 km bei 6,5 % |                        |                              |         |
| 1.                                                                          | Kroatien               | Robert Kišerlovski (AST)     | 10 Pkt. |
| 2.                                                                          | Frankreich             | Jean-Christophe Péraud (ALM) | 8 Pkt.  |
| 3.                                                                          | Ukraine                | Jaroslaw Popowytsch (RNT)    | 6 Pkt.  |
| 4.                                                                          | Frankreich             | Cyril Gautier (EUC)          | 4 Pkt.  |
| 5.                                                                          | Vereinigtes Konigreich | David Millar (GRS)           | 2 Pkt.  |
| 6.                                                                          | Slowenien              | Kristijan Koren (LIQ)        | 1 Pkt.  |

| Col du Granier Kategorie 1 nach 80,5 km auf 1134 m 9,7 km bei 8,6 % |                        |                              |         |
| 1.                                                                  | Kroatien               | Robert Kišerlovski (AST)     | 10 Pkt. |
| 2.                                                                  | Frankreich             | Jean-Christophe Péraud (ALM) | 8 Pkt.  |
| 3.                                                                  | Spanien                | Egoi Martínez (EUS)          | 6 Pkt.  |
| 4.                                                                  | Vereinigtes Konigreich | David Millar (GRS)           | 4 Pkt.  |
| 5.                                                                  | Frankreich             | Cyril Gautier (EUC)          | 2 Pkt.  |
| 6.                                                                  | Ukraine                | Jaroslaw Popowytsch (RNT)    | 1 Pkt.  |

| Côte d’Ardoix Kategorie 3 nach 207,5 km auf 366 m 5,9 km bei 3,4 % |            |                              |        |
| 1.                                                                 | Kroatien   | Robert Kišerlovski (AST)     | 2 Pkt. |
| 2.                                                                 | Frankreich | Jean-Christophe Péraud (ALM) | 1 Pkt. |

## Punktewertung
| Zwischensprint in Marcilloles nach 153,0 km auf 320 m |                        |                              |         |
| 1.                                                    | Vereinigtes Konigreich | David Millar (GRS)           | 20 Pkt. |
| 2.                                                    | Frankreich             | Cyril Gautier (EUC)          | 17 Pkt. |
| 3.                                                    | Kroatien               | Robert Kišerlovski (AST)     | 15 Pkt. |
| 4.                                                    | Frankreich             | Jean-Christophe Péraud (ALM) | 13 Pkt. |
| 5.                                                    | Spanien                | Egoi Martínez (EUS)          | 11 Pkt. |
| 6.                                                    | Australien             | Matthew Goss (OGE)           | 10 Pkt. |
| 7.                                                    | Deutschland            | André Greipel (LTB)          | 9 Pkt.  |
| 8.                                                    | Niederlande            | Kenny van Hummel (VCD)       | 8 Pkt.  |
| 9.                                                    | Slowakei               | Peter Sagan (LIQ)            | 7 Pkt.  |
| 10.                                                   | Italien                | Daniel Oss (LIQ)             | 6 Pkt.  |
| 11.                                                   | Sudafrika              | Daryl Impey (OGE)            | 5 Pkt.  |
| 12.                                                   | Australien             | Baden Cooke (OGE)            | 4 Pkt.  |
| 13.                                                   | Italien                | Marco Marcato (VCD)          | 3 Pkt.  |
| 14.                                                   | Osterreich             | Bernhard Eisel (SKY)         | 2 Pkt.  |
| 15.                                                   | Deutschland            | Christian Knees (SKY)        | 1 Pkt.  |

| Etappenziel in Annonay-Davézieux nach 226,0 km auf 417 m |                        |                              |         |
| 1.                                                       | Vereinigtes Konigreich | David Millar (GRS)           | 30 Pkt. |
| 2.                                                       | Frankreich             | Jean-Christophe Péraud (ALM) | 25 Pkt. |
| 3.                                                       | Spanien                | Egoi Martínez (EUS)          | 22 Pkt. |
| 4.                                                       | Kroatien               | Robert Kišerlovski (AST)     | 19 Pkt. |
| 5.                                                       | Frankreich             | Cyril Gautier (EUC)          | 17 Pkt. |
| 6.                                                       | Slowakei               | Peter Sagan (LIQ)            | 15 Pkt. |
| 7.                                                       | Australien             | Matthew Goss (OGE)           | 13 Pkt. |
| 8.                                                       | Frankreich             | Sébastien Hinault (ALM)      | 11 Pkt. |
| 9.                                                       | Australien             | Cadel Evans (BMC)            | 9 Pkt.  |
| 10.                                                      | Italien                | Luca Paolini (KAT)           | 7 Pkt.  |
| 11.                                                      | Frankreich             | Julien Simon (SAU)           | 6 Pkt.  |
| 12.                                                      | Vereinigtes Konigreich | Bradley Wiggins (SKY)        | 5 Pkt.  |
| 13.                                                      | Italien                | Marco Marcato (VCD)          | 4 Pkt.  |
| 14.                                                      | Irland                 | Nicolas Roche (ALM)          | 3 Pkt.  |
| 15.                                                      | Vereinigtes Konigreich | Chris Froome (SKY)           | 2 Pkt.  |

## Aufgaben
- 088 –  David Moncoutié (Cofidis): Aufgabe während der Etappe.
- 151 –  Robert Gesink (Visma-Lease a Bike): Nicht zur Etappe angetreten.
- 219 –  Tom Veelers (Team Picnic PostNL): Aufgabe während der Etappe.